# Biographie coloniale belge
La Biographie coloniale belge (BCB), suivie de la Biographie belge d'outre-mer, sont des biographies répertoires des personnes qui ont joué un rôle dans l'histoire congolaise et des Belges impliqués, avant ou après 1830, à l'expansion outre-mer.

## Description et évaluation
Le travail est très élaboré mais - certainement les premières parties - en grande partie non scientifique par nature. La non-application ou l'application insuffisante de la méthode historique a abouti à des hagiographies non critiques, dans lesquelles il n'y avait aucune hésitation à déguiser, déformer ou simplement garder le silence. De nombreux facteurs y ont contribué, tels que l'idéologie procoloniale de la rédaction, la coutume de confier les lemmes à des intimés du décrit, le conformisme et l'autocensure... Néanmoins, la BCB reste une source précieuse d'informations pour les données brutes. 
Les auteurs ont été édités et sélectionnés par la Commission de Biographie de l'Académie royale des Sciences d'outre-mer.    
En 2011, elle a lancé le successeur du BCB, le Dictionnaire biographique des Belges d'Outre-Mer ou Biographie belge d'outre-mer. L'objectif était d'adopter un format plus numérique et de réécrire scientifiquement les lemmes existants en plus de nouvelles personnes, au moins pour les chiffres clés (par ex. Edmond Van Eetvelde, Théophile Wahis, Jules Greindl, Charles Liebrechts...).

## Les volumes
L'ouvrage a été publié en onze volumes de 1948 à 2015, regroupés en neuf volumes : 
- Partie I. [PDF], 1948
- Partie II [PDF], 1951
- Partie III [PDF], 1952
- Partie IV [PDF], 1955
- Partie V [PDF], 1958
- Partie VI [PDF], 1968
- Partie VIIA [PDF], 1973
- Partie VIIB [PDF], 1977
- Partie VIIC [PDF], 1989
- Partie VIII [PDF], 1998
- Partie IX [PDF], 2015